# Thyridanthrax nebulosus
Thyridanthrax nebulosus är en tvåvingeart som först beskrevs av Dufour 1852.  Thyridanthrax nebulosus ingår i släktet Thyridanthrax och familjen svävflugor. Inga underarter finns listade i Catalogue of Life.